# Iwan Timofejewitsch Iwaschtschenko

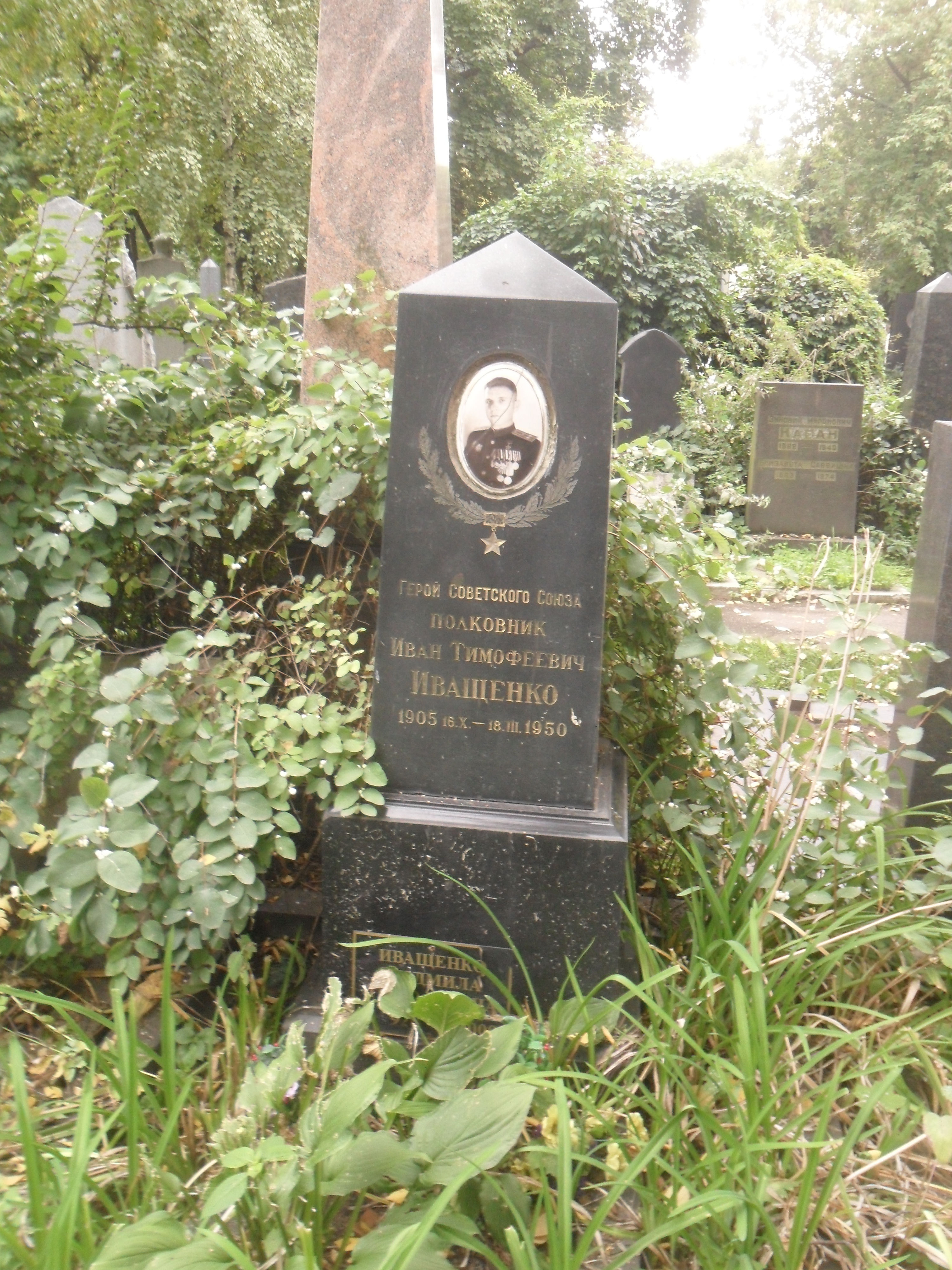
Grabmal von Iwan Iwaschtschenko auf dem Nowodewitschi-Friedhof in Moskau

Iwan Timofejewitsch Iwaschtschenko (russisch Иван Тимофеевич Иващенко; * 16. Oktober 1905 in Ust-Labinsk; † 17. März 1950) war ein sowjetischer Testpilot und bekleidete zuletzt den militärischen Rang eines Oberstleutnants. Er starb beim Absturz eines Prototyps der MiG-17.

## Leben
Iwaschtschenko arbeitete anfänglich in der Landwirtschaft und ging 1927 zur Armee und diente bei der Kavallerie. Von 1932 bis 1934 besuchte er eine Militärpilotenschule. Er nahm am Winterkrieg als Kommandeur einer Jagdstaffel teil. Er wurde 1940 Testpilot der Flugzeugfabrik 24 in Moskau und wechselte 1941 als Testpilot zur Michail-Gromow-Hochschule für Flugforschung. Er wurde dann jedoch zur Verteidigung von Moskau zur Armee eingezogen und nahm während seines  Dienstes bei der Luftwaffe von Juli 1941 bis September 1941 am Zweiten Weltkrieg teil.
Von 1941 bis 1943 bereitete er als Testpilot der Flugzeugfabrik 1 die Serienfertigung der Iljuschin Il-2 vor und ging 1943 zur Flugzeugfabrik 301 und flog dort unter anderem die Jakowlew Jak-9 ein.
Ab August 1945 war er Testpilot für das OKB MiG und flog alle wichtigen neuen Strahlflugzeugmuster von MiG, so die MiG-9, die MiG-15 und die MiG-17 ein. Während eines Testfluges mit dem Prototyp der MiG-17 kam es an der Maschine zu einem Strukturversagen, die Maschine stürzte ungebremst aus 5000 m Höhe zu Boden. Iwaschtschenko verlor bei dem Absturz sein Leben und wurde in Moskau beerdigt.
Iwaschtschenko erhielt für seine Leistungen zahlreiche Auszeichnungen, so wurde er am 5. März 1948 als Held der Sowjetunion ausgezeichnet.